# Аморонагу

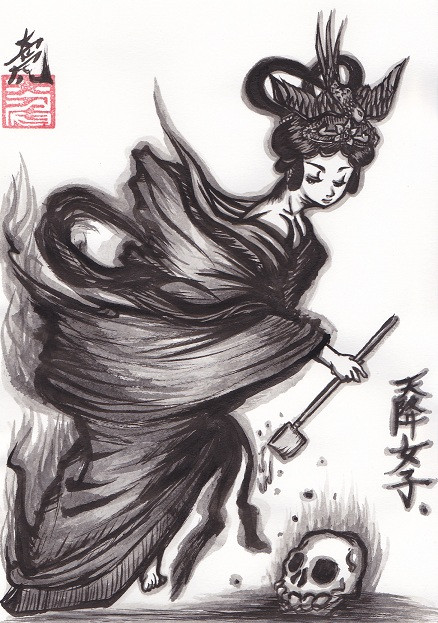
Аморонагу (иллюстрация Утагавы Куниёси)

Аморонагу (яп. 天降女子 — «девушка, которая упала с неба»), также Аморэонагу (アモレオナグ), Амаонагу (アマオナグ) — тэннё (небесная дева) из фольклора острова Амамиосима, относящегося к японской префектуре Кагосима. Аморонагу купается в горных озёрах и водопадах. Она очень красива и способна летать, но только тогда, когда на ней надето кимоно из перьев.

## Легенды об Аморонагу
Согласно сказочному сюжету, который может относиться ко всем тэннё, однажды рыбак спрятал одежду Аморонагу, пока она купалась, так что дева не смогла вернуться на небо, и вынуждена была выйти замуж за этого человека.
В то же время существует поверье, что дева спустилась с небес на землю в поисках непочтительных мужчин, и связана с дождём. Если встретившийся ей человек засмеётся или станет улыбаться, то лишается жизни. Аморонагу также может нести в руках ковш, испив из которого, душа человека берётся на небеса.